# Pikku Torsavaara
Pikku Torsavaara är en kulle i Finland. Den ligger i Kittilä kommun i landskapet Lappland, i den norra delen av landet, 800 km norr om huvudstaden Helsingfors. Toppen på Pikku Torsavaara är 212 meter över havet.
Terrängen runt Pikku Torsavaara är platt. Trakten runt Pikku Torsavaara är nära nog obefolkad, med mindre än två invånare per kvadratkilometer.